# Philip Ettinger
Philip Ettinger es un actor estadounidense que llamó la atención por primera vez por su papel secundario como el activista ambiental con problemas, Michael, en First Reformed (2017) de Paul Schrader. Otros papeles importantes han sido como Garrett Drimmer en la serie One Dollar (2018) de CBS All Access, como la versión de adultos jóvenes de los personajes gemelos de Mark Ruffalo, Dominick y Thomas Birdsey, en I Know This Much is True de HBO en 2020 y en el papel principal de Cole Freeman, en la adaptación cinematográfica de Braden King de la novela de Carter Sickels The Evening Hour (2020).

## Primeros años
Philip Ettinger nació el 8 de septiembre de 1985 en una familia judía en Fair Lawn, Nueva Jersey. Asistió a Fair Lawn High School, donde fue miembro del club de teatro Masques. Comenzó a estudiar dirección cinematográfica en el Emerson College, Boston, Massachusetts. Sin embargo, después de ganar inesperadamente el papel principal en una obra de teatro en su primer año, se inscribió en un programa de actuación de verano en William Esper Studio, en la ciudad de Nueva York, donde un maestro animó a Ettinger a transferirse a la Escuela de Artes Mason Gross de la Universidad Rutgers en Nuevo Brunswick, Nueva Jersey. Este curso incluyó pasar un año en Inglaterra estudiando en el Globe Theatre de Londres. Se graduó con una licenciatura en Bellas Artes.

## Carrera en la actuación
La carrera profesional de Philip Ettinger comenzó en 2008, en un episodio de Law & Order: Special Victims Unit.
En 2014, Ettinger fue nominado al premio Lucille Lortel al mejor actor en una obra de teatro, por su trabajo en Bad Jews de Joshua Harmon. Ettinger protagonizó junto a Ethan Hawke y Amanda Seyfried en el papel secundario de Michael, el problemático marido del personaje de Seyfried, Mary, en la película de Paul Schrader First Reformed, que se estrenó en el Festival de Cine de Toronto 2017.  La actuación fue un gran avance para el actor; tanto es así, que el crítico del LA Times, Justin Chang, declaró en un artículo sobre sus elecciones personales sobre lo que debería aparecer en la boleta de nominación al Oscar en 2018, "Cuando las actuaciones principales se cuelan en las categorías equivocadas, hace que sea aún más difícil para una organización reconocer un papel de apoyo genuino — como, por ejemplo, el trabajo de galvanización de Ettinger en First Reformed, que dura toda una escena y sigue conmigo.." Ettinger continuó avanzando en 2018, interpretando a Garrett Drimmer, un joven trabajador de una acería criando solo a un niño pequeño, en la serie conjunta de CBS All Access One Dollar, y apareciendo en la película deSebastián Silva Tyrel, que se estrenó en el Festival de Cine de Sundance 2018.
En 2020, Ettinger consiguió el papel de interpretar las versiones de 17 a 19 años de los personajes gemelos de Mark Ruffalo, Dominick Birdsey y su gemelo esquizofrénico paranoico, Thomas, en I Know This Much is True de HBO. Esto le generó considerable atención crítica, y Dan Seddon de NME señaló: "El actor Philip Ettinger (entre los actores secundarios de la serie) también se defiende a sí mismo, cuya etapa como los gemelos en edad universitaria durante los flashbacks es una representación cruda y fascinante de la juventud complicada de Los Birdsey". Richard Lawson, de Vanity Fair, examinó favorablemente la colaboración de Ettinger y la estrella Mark Ruffalo sobre los gemelos: "La relación entre Dom y Thomas se dibuja con dolorosa claridad, un hermano intenta ser bueno con el otro mientras los resentimientos se acumulan a su alrededor". Fundamentalmente, ni Ruffalo ni Ettinger exageran la condición de Thomas. Aunque es volátil, frustrante y herido, en realidad no hay nada infantil en él, al menos no en el estilo de tantas representaciones mal concebidas de enfermedades mentales en la pantalla... En el otro papel, Ruffalo y Ettinger expresan profundamente la agonía de Dom por las responsabilidades que ha asumido y todo lo que le niegan en su propia vida. Es particularmente desgarrador ver cómo se disipa el apetito juvenil de Ettinger por escapar al darse cuenta de cuán grave es la situación de su hermano, cuán grave es la situación de su hermano y cuán grave es la situación de su hermano. Esto requerirá mucho tiempo, atención y paciencia. I Know This Much Is True es lo suficientemente sabia como para arrepentirse y aceptar esa responsabilidad, permitiendo gradualmente a Dom encontrar el propósito irregular en una vida que siente que le ha sido despojada de eso mismo. Ruffalo comunica bastante bien esa resignación esperanzada, aprovechando la actuación más abierta de Ettinger para crear un hombre completo." Adrian Hennigan de Haaretz destacó el éxito de Ettinger al interpretar a ambos gemelos: "Los actores (incluidos Donnie y Rocco Masihi) que interpretan a las versiones más jóvenes de los gemelos también son sobresalientes: Philip Ettinger delinea sutilmente cómo estos gemelos idénticos son personajes muy diferentes..."
A principios de ese año, Philip Ettinger asistió al Festival de Cine de Sundance 2020 y al Festival Internacional de Cine de Rotterdam, en los Países Bajos, para promocionar su primer papel principal como Cole Freeman en la adaptación cinematográfica de Braden King de la novela de Carter Sickels The Evening Hour. En él, Ettinger interpreta a un joven asistente de un asilo de ancianos que lucha por mantenerse a sí mismo y a sus abuelos en los Apalaches, económicamente deprimidos, comprando el exceso de analgésicos a miembros de su comunidad de Virginia Occidental y revendiéndolos a otras personas en esa misma área. La película se estrenó en 2021. Otros de sus proyectos son el cortometraje Safe de Ian Barling, que se estrenó en la Semana de la Crítica en Cannes en julio de 2021, el cortometraje Hold Up del guionista y director Alex Rollins Berg, y Little Brother, una película independiente escrita y dirigida por Sheridan O'Donnell.

## Filmografía

### Películas
| Año  | Título                              | Papel            | Notas        |
| ---- | ----------------------------------- | ---------------- | ------------ |
| 2010 | Twelve                              | Hunter McCulloch |              |
| 2011 | The Brooklyn Brothers Beat the Best | John John        |              |
| 2012 | Compliance                          | Kevin            |              |
| 2012 | Sleepwalk with Me                   | Doug             |              |
| 2013 | The Maid's Room                     | Brandon Crawford |              |
| 2014 | Chu and Blossom                     | Donnie           |              |
| 2014 | No Place Like Home                  | Richard          | Cortometraje |
| 2015 | Anesthesia                          | Roger            |              |
| 2016 | Indignación                         | Ron Foxman       |              |
| 2016 | Last Call                           | Alexi            |              |
| 2017 | One Percent More Humid              | Billy            |              |
| 2017 | The Pirates of Somalia              | Alex             |              |
| 2017 | First Reformed                      | Michael Mensana  |              |
| 2017 | Brawl in Cell Block 99              | Derrick          |              |
| 2017 | November Criminals                  | Mike Lorriner    |              |
| 2018 | Tyrel                               | Charles          |              |
| 2018 | Holy Moses                          | Justice          | Cortometraje |
| 2019 | The Undiscovered Country            | Richie           |              |
| 2020 | The Evening Hour                    | Cole Freeman     |              |
| 2020 | Viena and the Fantomes              | Boyer            |              |
| 2021 | Safe                                | Danny            | Cortometraje |
| 2022 | Hold Up                             | Graham           | Cortometraje |
| 2022 | Every Last Secret                   | Cabbot           |              |
| 2023 | Manodrome                           | Jason            |              |
| 2023 | Little Brother                      | Pete             |              |
| 2023 | Wildcat                             | Cal Lowell       |              |
| 2024 | My First Film                       |                  |              |

### Televisión
| Año  | Título                            | Papel                             | Notas                                   |
| ---- | --------------------------------- | --------------------------------- | --------------------------------------- |
| 2008 | Law & Order: Special Victims Unit | Alec Bernardi                     | Episodio: "Babes"                       |
| 2009 | The Closer                        | Jake Burrell                      | Episodio: "Maternal Instincts"          |
| 2010 | Mercy                             | Nathan                            | Episodio: "We're All Adults"            |
| 2011 | Blue Bloods                       | John John                         | Episodio: "Innocence"                   |
| 2012 | Girls                             | Zach                              | Episodio: "The Return"                  |
| 2013 | The Good Wife                     | Michael                           | Episodio: "A Precious Commodity"        |
| 2014 | Manhattan                         | Watts                             | Episodio: "Last Reasoning of Kings"     |
| 2016 | Elementary                        | Toby Dannon                       | Episodio: "Down Where the Dead Delight" |
| 2017 | The Mist                          | Nash                              | 2 episodios                             |
| 2017 | Chicago Med                       | Eric Adams                        | Episodio: "Trust Your Gut"              |
| 2018 | One Dollar                        | Garrett Drimmer                   | 10 episodios                            |
| 2020 | I Know This Much Is True          | Dominick y Thomas Birdsey jóvenes | 2 episodios                             |
| 2021 | Cinema Toast                      | Man (voz)                         | Episodio: "Warehouse Friends"           |
| 2022 | Angelyne                          | Cory Hunt                         | 3 episodios                             |
| 2022 | A Friend of the Family            | Joe Berchtold                     | Miniserie                               |
| 2023 | Bupkis                            | Evan                              |                                         |